# Cirrata
Cirrata (o Cirrina) è un sottordine di molluschi cefalopodi coloidei. Rappresentano uno dei due sottordini degli Octopoda. Questo sottordine raggruppa molte specie pelagiche e di profondità.
I Cirrata si distinguono dagli Incirrata, l'altro sottordine degli Octopoda, per la presenza di filamenti o cirri nelle ventose, così come di alette natatorie sul mantello.

## Biologia
Le capacità natatorie dei Cirrata hanno contribuito alla loro diffusione in tutti i mari del pianeta dove costituiscono la maggioranza delle specie di Octopoda abissali, mentre gli Incirrata vivono più spesso nei mari poco profondi ed hanno uno stile di vita bentonico.

## Tassonomia
Il sottordine comprende due superfamiglie e diverse famiglie:
- Cirroteuthoidea W. Keferstein, 1866
  - Cirroteuthidae W. Keferstein, 1866
  - Stauroteuthidae Grimpe, 1916
- Opisthoteuthoidea A. E. Verrill,  1896
  - Cirroctopodidae M. A. Collins & Villenueva,  2006
  - Grimpoteuthidae O'Shea, 1999
  - Opisthoteuthidae A. E. Verrill,  1896